# リファービッシュ
リファービッシュ（英語: refurbish）とは、磨き直す、一新する、改修するなどを指した英語。製造関係では不良品として製造会社に返却された商品や中古機器（返品、リース返却品、長期在庫品を含む）を整備し、新品に準じる状態に仕上げること。再生品。あるいはそのような状態に仕上げられたものを指す。正規メーカーおよびその契約会社がこれを行っているとは限らず、不良品を買い取った中古販売業者が修理した場合にも「リファービッシュ」と呼ばれることがあるが、その場合、再生品の品質が保証されるとは限らない。

## 語源
英語の「Refurbish」は「改修する、改装する」、「ある建物において、塗装、修理、清掃を行い、その建物を再び新しいものに見せる」、「より明るくする、より奇麗なものにする」の意味で使われる動詞である。
古高ドイツ語（Old High German）の遠縁の親戚であるアングロ=ノルマン語（Anglo-French）、「Furbiss」（「ファービス」）が語源で、その意味は「磨く」である。

## 初期不良品
初期不良品を単に廃棄した場合、生産・流通・廃棄コストすべてを負担することになるため、利益が減少することになる。一方、リファービッシュした場合、整備費用がかかるものの、それでもまだ商品価値は残存し、利益を出せる。そのため、リファービッシュしてもなお利益が確保できるような製品でなければ行われない。
多くの場合、販売元メーカーが回収した初期不良品の不良の原因となった部分を交換・修理する。コスト面・効率面からメーカーが実施するのではなく、専門業者に委託する場合もある。
「不良」とみなされた場合、具体的な故障部分を特定して更なる修理が行われ、再びリファービッシュ用のストックにされたり、製品欠陥の調査に活用される。
整備が完了した製品は再び市場に流通するか、修理工場に用意される代替機となる。ただし、製品の外装にはリファービッシュ作業に伴って傷が付いてしまうことがあるため、市場に流通する際には当該製品がリファービッシュ済みである旨を告知した上で販売がなされるケースがある。事実上「新古品」「修理上がり品」であるため、価格設定は新品よりも安価、中古品よりも高価に設定されることがある。パナソニックなどのように、初期不良を部品交換、メーカー検査をしたうえでメーカー通販やアウトレットショップ、リサイクル店に流通し、買い取り購入、またはサブスクリプションとして月極定額によるリースを結んで利用するリファービッシュ製品もある。
なお、扱いは各メーカーごとに異なる。「B級品」や「中古品」として売りに出す会社や店舗もある。

## 中古品
製造会社がサポートを打ち切ったり、生産が終了した商品は、機器の導入を検討する際に価格面が優位なだけでなく、機器の信頼性が比較的新品に近いという点から、新品と比較されることになる。こちらのリファービッシュ後の製品は「整備済み中古品」「リユース品」と呼ばれることが多い。
上述の整備の他に、より厳しくなった現行の環境基準に適合させる改修を含む場合もある。

## 参考
1. ↑  “refurbish”. lexico.com. 2021年3月12日閲覧。
2. ↑  “refurbish”. dictionary.cambridge.org. 2021年3月12日閲覧。
3. 1 2  “refurbish”. merriam-webster.com. 2021年3月12日閲覧。
4. ↑  Panasonic Factory Refresh